# フィンランド式残酷ショッピング・ツアー
『フィンランド式残酷ショッピング・ツアー』(フィンランドしきざんこくショッピング・ツアー、原題：Шопинг-тур）は、2012年のロシアのホラー映画。

## あらすじ
フィンランドのショッピングセンターにロシア人らが買い物ツアーに来る。
すると、店のシャッターが突如閉まり、観光客たちは、店員や地元住民たちの襲撃を受け、食われてしまう。

## スタッフ
- 監督：ミハイル・ブラシンスキー
- 脚本：ミハイル・ブラシンスキー
- 製作：ミハイル・ブラシンスキー、ゲナディ・ミルゴロドスキー
- 撮影：アレクサンドル・シモノフ

## キャスト
- タチアナ・コルガノーヴァ
- ティフィー・イェレツキー
- タチアナ・リヤバコン
- サツウ・バーボラ